# Belfort van Herentals
De Lakenhal van Herentals is een klassieke lakenhal uit de middeleeuwen. De bijhorende toren was een belfort. Die bevat tegenwoordig een beiaard met 49  klokken. Het is een van de 56 belforten in België en Frankrijk die tot werelderfgoed van de UNESCO verklaard zijn.

## Geschiedenis
Voor 1430 wordt het gebouw vermeld als gulden huys, 'meethuys en loter-(loot)huis. In dat jaar kreeg het de naam 'stadhuis'. In de vijftiende eeuw werd het door de lakenmakers en wolwevers als lakenhal herbouwd. In oude documenten, van voor 1430, wordt het gebouw vermeld als 'stadhuis'.
In 1512 brandde het bouwwerk nagenoeg volledig af, en in 1534 werd het heropgebouwd in Ledische zandsteen. Er werd ook een 35 meter hoge toren in rode Oevelse baksteen aan toegevoegd, die diende als belfort. In 2021 raakte bekend dat de Lakenhal gerestaureerd wordt met de tentoonstellingsruimte voor de beelden van Charles Auguste Fraikin.

## Afbeeldingen

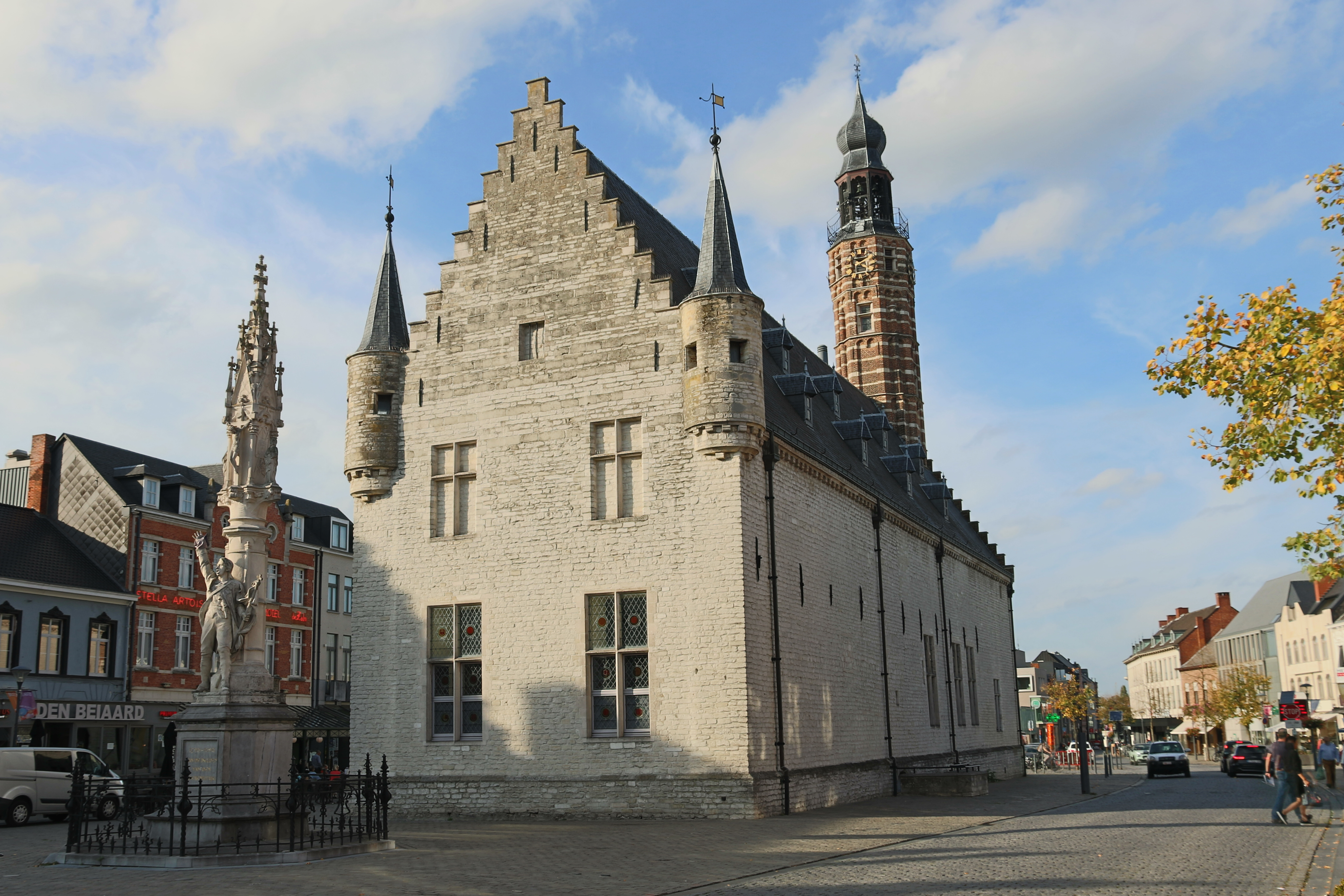
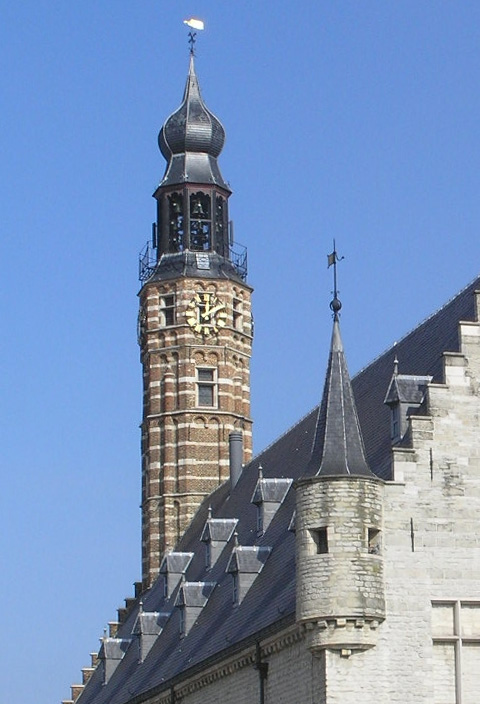
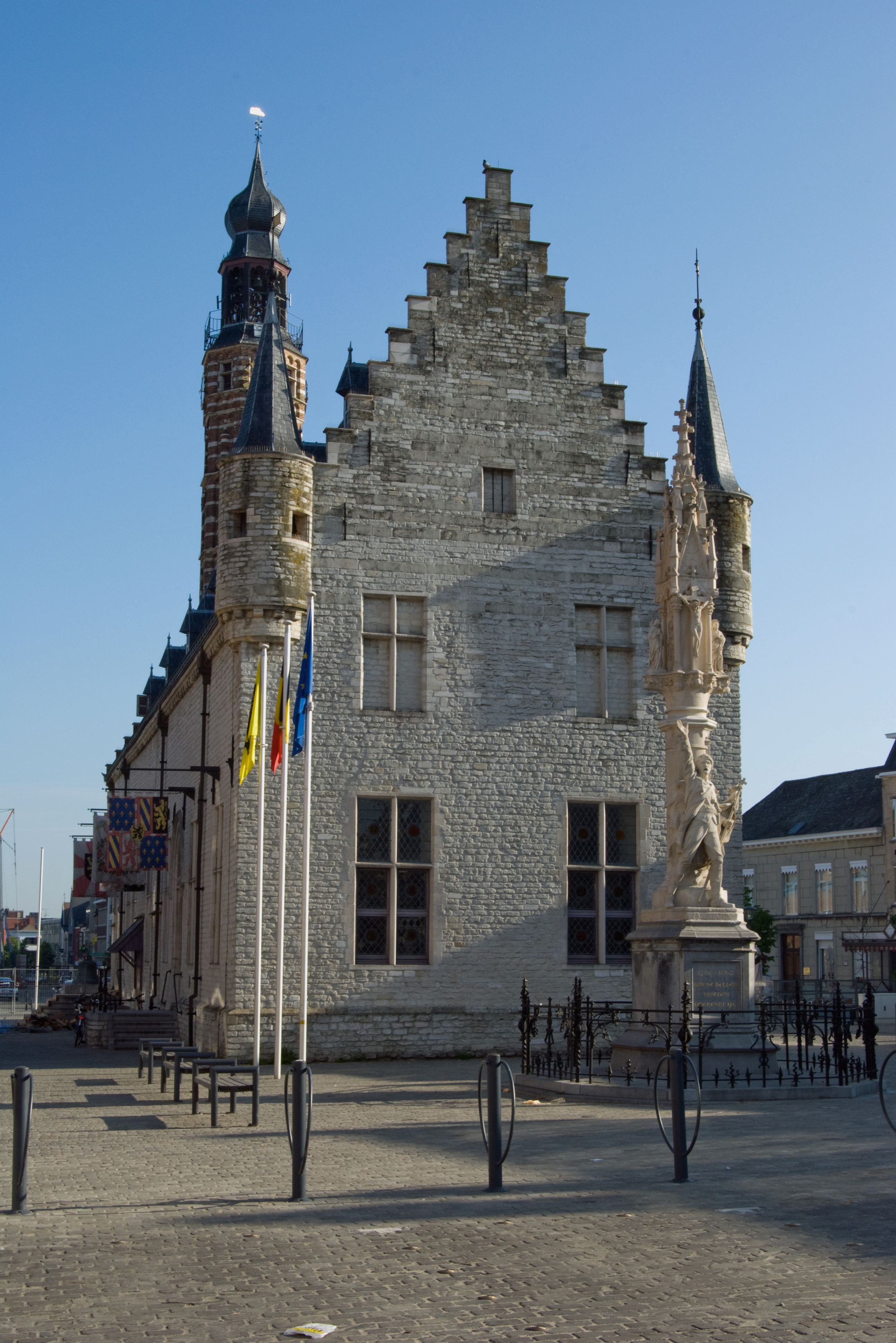